# اوندری هکل
اوندری هکل (انگلیسی: Ondrej Hekel; ۱۶ فوریهٔ ۱۹۴۴ – ۲۳ ژوئیهٔ ۲۰۰۹) وزنه‌بردار اهل چکسلواکی بود.
وی در مسابقات کشوری و بین‌المللی در مجموع برندهٔ ۱ مدال نقره، ۱ مدال برنز شده‌است.